# Żółtopuzik bałkański
Żółtopuzik bałkański (Pseudopus apodus) – gatunek jaszczurki z podrodziny Anguinae w rodzinie padalcowatych (Anguidae), jedyny żyjący przedstawiciel rodzaju Pseudopus.

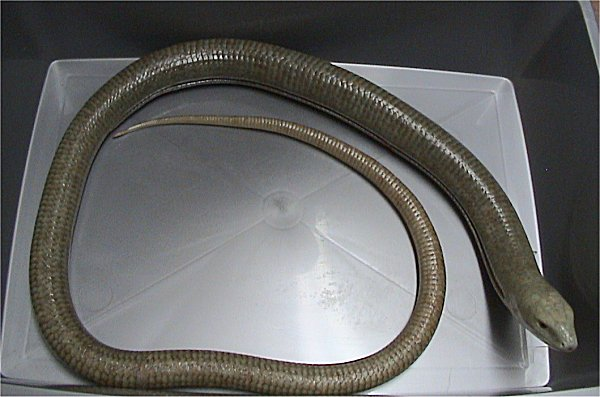
Żółtopuzik bałkański

Długość ciała dochodzi do 120 cm, co czyni zwierzę największą europejską jaszczurką. Ubarwienie jest różnorodne, zależy od wieku zwierzęcia. Żółtopuzik bałkański żyje od Półwyspu Bałkańskiego, Krymu i Bliskiego Wschodu na wschód po Azję Środkową. Zamieszkuje nizinne łąki i usypiska, unika lasów. Żywi się małymi zwierzętami, głównie szarańczakami.